# Timboura-Lobi
Ne doit pas être confondu avec Timboura-Birifor.
Timboura-Lobi est une localité située dans le département de Midebdo de la province du Noumbiel dans la région Sud-Ouest au Burkina Faso.

## Géographie
Le nom du village fait référence à l'ethnie Lobi qui le constitue historiquement.

## Santé et éducation
Timboura-Lobi accueille un centre de santé et de promotion sociale (CSPS) tandis que le centre médical avec antenne chirurgicale (CMA) de la province se trouve à Batié.